# San José (La Paz)
Pour les articles homonymes, voir San José.
San José est une municipalité du Honduras, située dans le département de La Paz. La municipalité comprend 4 villages et 47 hameaux.

## Source de la traduction
- (es) Cet article est partiellement ou en totalité issu de l’article de Wikipédia en espagnol intitulé « San José, La Paz » (voir la liste des auteurs).